# Avkastningskurva
Avkastningskurva är en grafisk framställning av avkastningar under en viss tidsperiod. Vanligast är att visa den förväntade avkastningen.
Avkastningen eller rättare sagt räntan (eng. Yield of maturity) på statspapper varierar med löptiden där den kortaste räntan bestäms av riksbanken medan de längre räntorna i stor utsträckning styrs av inflationsförväntningar.